# Лалпехлуа, Жеже
Жеже Лаплехлуа Фанаи (англ. Jeje Lalpekhlua Fanai; род. 7 января 1991 года, Хнатьял, Мизорам, Индия) — индийский футболист, нападающий. В настоящее время выступает за «Ист Бенгал».

## Карьера
С 2015 года выступает за «Ченнайин». В основном составе дебютировал 15 октября 2014 года (тогда выступал на правах аренды) в матче против «Гоа». Анируд вышел на поле на 80-й минуте заменив Балванта Сингха. Дважды в 2016 и 2017 годах отправлялся в аренду в «Мохун Баган».
18 октября 2020 года подписал полугодичный контракт с клубом «Ист Бенгал». 
За сборную Индии выступает с 2010 года. Первым международным турниром, в котором Лалпехлуа принял участие стал Кубок вызова АФК 2010, который для индийцев сложился неудачно: последнее место в группе.
В 2019 году включён в состав сборной на кубок Азии в ОАЭ. В первом матче против Таиланда забил гол на 80-й минуте. Индия одержала уверенную победу со счётом 4:1.